# Мидлер, Бетт
Бетт Ми́длер (англ. Bette Midler; род. 1 декабря 1945[…], Гонолулу) — американская актриса и певица, известная также среди фанатов как Божественная Мисс М (англ. The Divine Miss M.). Обладательница статуэток «Грэмми», «Эмми» и «Тони», двукратная номинантка на премию «Оскар». По мнению «Би-би-си», является одной из самых успешных артисток всех времён.

## Биография
Бетт Мидлер родилась 1 декабря 1945 года в Гонолулу в еврейской семье и получила своё имя в честь актрисы Бетт Дейвис. После окончания средней школы в течение трёх месяцев обучалась в Гавайском университете на отделении драматического искусства. В то же время состоялся её актёрский дебют в фильме «Гавайи», который вышел на экраны в 1966 году.
Летом 1965 года Бетт Мидлер на заработанные в фильме «Гавайи» деньги переехала в Нью-Йорк, где состоялся её театральный дебют. Первые свои роли она исполнила в постановках «Мисс Нефертити сожалеет» и «Золушка возвращается». Спустя год ей уже удалось пробиться на Бродвей, где последующие три года она играла роль Цейтл в популярном мюзикле «Скрипач на крыше».
В 1970 году Мидлер выступала в известной в Нью-Йорке гей-сауне «Continental Baths», где познакомилась с Барри Манилоу. Двумя годами позже он выступил продюсером её дебютного альбома The Divine Miss M, который принёс Мидлер первую статуэтку «Грэмми» в номинации лучшему новому исполнителю. В 1971 году она приняла участие в постановке в Сиэтле рок-альбома «Tommy» британской группы The Who.
В 1973 году был выпущен её второй альбом Bette Midler, который достиг высоких позиций в хит-параде журнала Billboard и разошёлся миллионным тиражом в США. В то же время Мидлер продолжала выступать на Бродвее, где с большим успехом шли её собственные шоу «Bette Midler» и «Bette Midler’s Clams on the Half Shell Revue», благодаря которым она стала лауреатом премии «Тони» в 1974 году.
В 1979 году Мидлер исполнила главную роль в музыкальной драме «Роза», которая была высоко оценена критиками и принесла актрисе премию «Золотой глобус» и номинацию на «Оскар». Успешным также стал и саундтрек к фильму, за который Бетт Мидлер получила вторую премию «Грэмми».
В 1982 году, после выхода фильма «Сглазили!», провалившегося в прокате, Бетт Мидлер на четыре года оставила кинематограф и сосредоточилась на музыкальной карьере. В 1986 году Мидлер вернулась на большой экран в фильме «Без гроша в Беверли Хиллз», с которого началась её успешная карьера в кинокомедиях. Далее последовали роли в фильмах «Безжалостные люди» (1986), «Бешеные деньги» (1987) и «Большой бизнес» (1988). В 1988 году на экраны вышла мелодрама «На пляже», вновь напомнившая зрителям о драматическом таланте актрисы. Прозвучавшая в фильма лирическая баллада «Wind Beneath My Wings» в исполнении Мидлер стала её визитной карточкой, заняла первое место в Billboard Hot 100 и принесла ей третью статуэтку «Грэмми».
В 1993 году Бетт Мидлер во второй раз удостоилась премии «Золотой глобус» и номинации на «Оскар» за роль Дикси Леонард в драме «Для наших ребят». В дальнейшем актриса показала себя как разноплановая актриса, имея в своём репертуаре запоминающиеся комедийные образы в таких фильмах как «Фокус-покус» (1993), «Клуб первых жён» (1996), «Это старое чувство» (1997), «Утопим Мону!» (2000), а также серьёзные драматические роли в картинах «Цыганка» (1993) и «Настоящая женщина» (2000). Одной из последних, на данный момент, работ актрисы стало озвучивание злодейки Китти Галор в семейном фильме «Кошки против собак: Месть Китти Галор» (2010).
С 1984 года Бетт Мидлер замужем за Мартином фон Хасельбергом, от которого в 1986 году родила дочь Софи.
С 2017 по 2018 годы Бетт Мидлер играла Долли Ливай в мюзикле «Хелло, Долли!». За эту роль Бетт стала лауреатом премии Тони в номинации «Лучшая женская роль в мюзикле».

## Фильмография
| Год       |     | Русское название                      | Оригинальное название                    | Роль                            |
| --------- | --- | ------------------------------------- | ---------------------------------------- | ------------------------------- |
| 1966      | ф   | Гавайи                                | Hawaii                                   | пассажирка                      |
| 1968      | ф   | Детектив                              | The Detective                            | девушка на вечеринке            |
| 1969      | ф   | Прощай, Колумбус                      | Goodbye, Columbus                        | гостья на свадьбе               |
| 1971      | ф   | Шип                                   | The Thorn                                | девственница Мэри               |
| 1972      | ф   | Пугало в огороде                      | Scarecrow in a Garden of Cucumbers       | певица колыбельной              |
| 1976      | с   | —                                     | Vegetable Soup                           | Вуди Ложка                      |
| 1979      | ф   | Роза                                  | The Rose                                 | Мэри Роуз Фостер                |
| 1980      | ф   | Божественное безумие                  | Divine Madness                           | В роли самой себя               |
| 1982      | ф   | Сглазили!                             | Jinxed!                                  | Бонита Фримл                    |
| 1982      | тф  | —                                     | The Mondo Beyondo Show                   | Мондо Бейондо / Юдора П. Квикли |
| 1984      | кор | —                                     | Bette Midler: Beast of Burden            | Бетт Мидлер                     |
| 1986      | ф   | Без гроша в Беверли-Хиллз             | Down and Out in Beverly Hills            | Барбара Уайтман                 |
| 1986      | ф   | Безжалостные люди                     | Ruthless People                          | Барбара Стоун                   |
| 1987      | ф   | Бешеные деньги                        | Outrageous Fortune                       | Сэнди Брозински                 |
| 1988      | ф   | Большой бизнес                        | Big Business                             | Сейди Рэтлифф / Сейди Шелтон    |
| 1988      | мф  | Оливер и компания                     | Oliver & Company                         | Жоржетта                        |
| 1988      | ф   | На пляже                              | Beaches                                  | Сиси Блум                       |
| 1989      | кор | Лотерея                               | The Lottery                              | н/д                             |
| 1990      | ф   | Стелла                                | Stella                                   | Стелла Клэр                     |
| 1990      | тф  | День Земли, специальный выпуск        | The Earth Day Special                    | Мать Земля                      |
| 1990      | кор | —                                     | Bette Midler: From a Distance            | Бетт Мидлер                     |
| 1991      | ф   | Сцены в магазине                      | Scenes From A Mall                       | Дебора Файфер                   |
| 1991      | ф   | Для наших ребят                       | For The Boys                             | Дикси Леонард                   |
| 1992      | с   | —                                     | Shelley Duvall's Bedtime Stories         | рассказчица                     |
| 1993      | мс  | Симпсоны                              | The Simpsons                             | Бетти Мидлер                    |
| 1993      | ф   | Фокус-покус                           | Hocus Pocus                              | Винни Сандерсон                 |
| 1993      | тф  | Цыганка                               | Gypsy                                    | Мама Роза                       |
| 1995      | с   | Сайнфелд                              | Seinfeld                                 | Бетт Мидлер                     |
| 1995      | кор | —                                     | Bette Midler: To Deserve You             | Бетт Мидлер                     |
| 1995      | ф   | Достать коротышку                     | Get Shorty                               | Дорис Сафрон                    |
| 1996      | ф   | Клуб первых жён                       | The First Wives Club                     | Бренда Морелли Кушман           |
| 1997      | ф   | Это старое чувство                    | That Old Feeling                         | Лили Леонард                    |
| 1997      | с   | Няня                                  | The Nanny                                | Бетт Мидлер                     |
| 1998      | с   | Мерфи Браун                           | Murphy Brown                             | Каприс Фельдман, секретарь №93  |
| 1999      | тф  | Джеки вернулась!                      | Jackie's Back!                           | Бетт Мидлер                     |
| 2000      | ф   | Утопим Мону!                          | Drowning Mona                            | Мона Дирли                      |
| 2000      | ф   | Настоящая женщина                     | Isn’t She Great                          | Жаклин Сюзанн                   |
| 2000      | ф   | Чего хотят женщины                    | What Women Want                          | доктор Джей Эм Перкинс          |
| 2000—2001 | с   | Бетти                                 | Bette                                    | Бетт                            |
| 2004      | ф   | Степфордские жёны                     | The Stepford Wives                       | Бобби Марковиц                  |
| 2007      | ф   | Так она нашла меня                    | Then She Found Me                        | Бернайс Грейвс                  |
| 2008      | ф   | Женщины                               | The Women                                | Ли Миллер                       |
| 2010      | ф   | Кошки против собак: Месть Китти Галор | Cats & Dogs: The Revenge of Kitty Galore | Китти Галор                     |
| 2012      | ф   | Родительский беспредел                | Parental Guidance                        | Дайан Декер                     |
| 2017      | ф   | Цирк уродов                           | Freak Show                               | Мав                             |
| 2019      | мф  | Семейка Аддамс                        | The Addams Family                        | бабушка Аддамс                  |
| 2019—2020 | с   | Политик                               | The Politican                            | Хадасса Голд                    |
| 2020      | ф   | Глории                                | The Glorias                              | Белла Абзуг                     |
| 2020      | с   | Элиты побережья                       | Costal Elites                            | Мириам Несслер                  |
| 2021      | мф  | Семейка Аддамс: Горящий тур           | The Addams Family 2                      | бабушка Аддамс                  |
| 2022      | ф   | Фокус-покус 2                         | Hocus Pocus 2                            | Винни Сандерсон                 |

## Дискография
- The Divine Miss M (1972)
- Bette Midler (1973)
- Songs for the New Depression (1976)
- Broken Blossom (1977)
- Thighs and Whispers (1979)
- No Frills (1983)
- Some People’s Lives (1990)
- Bette of Roses (1995)
- Bathhouse Betty (1998)
- Bette (2000)
- Sings the Rosemary Clooney Songbook (2003)
- Sings the Peggy Lee Songbook (2005)
- Cool Yule (2006)
- It’s the Girls! (2014)